# Gedenktag Unserer Lieben Frau in Jerusalem

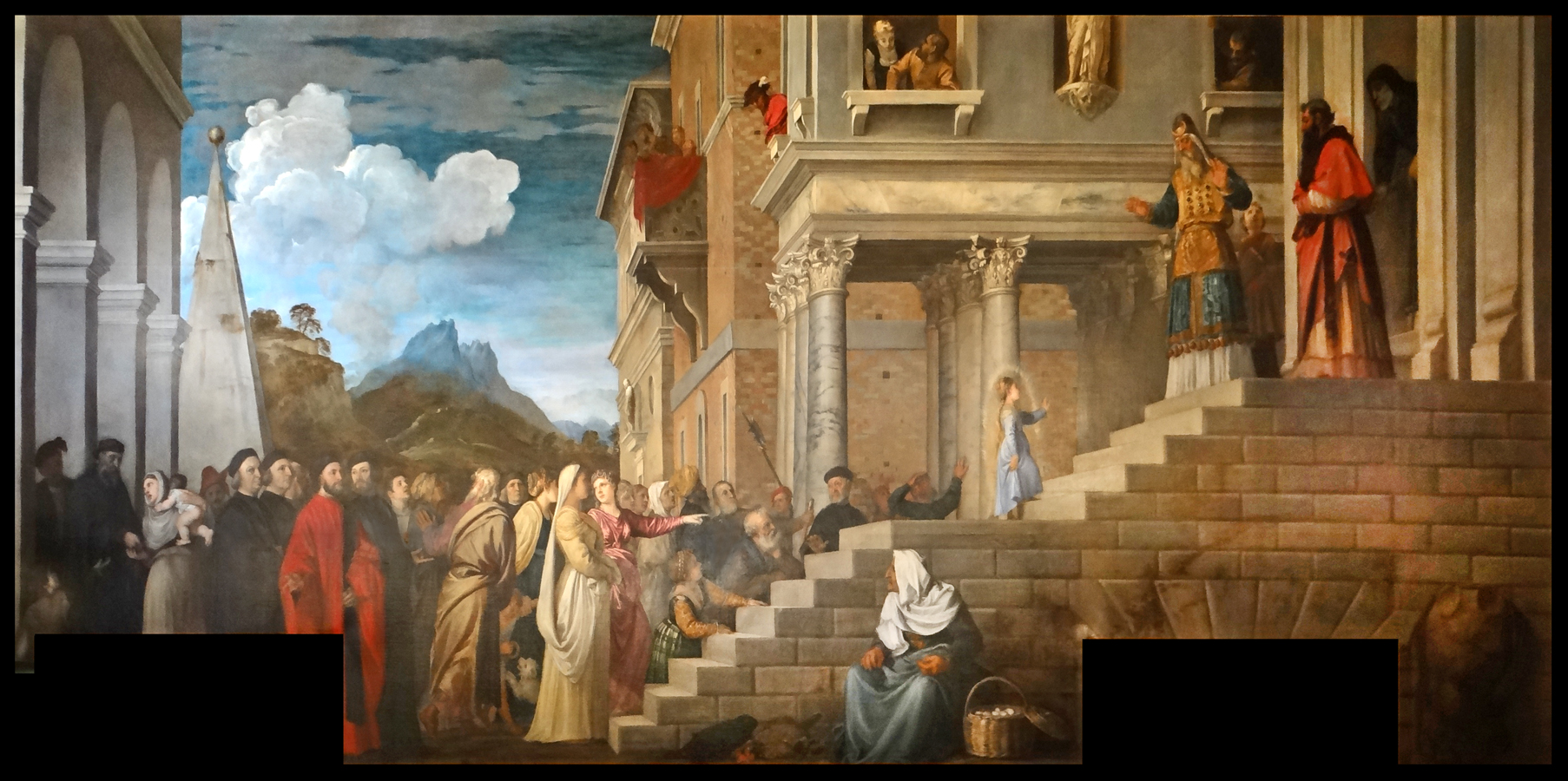
Tizian: Darstellung Mariens im Tempel; Venedig, Accademia

Der Gedenktag Unserer Lieben Frau in Jerusalem im liturgischen Jahr der römisch-katholischen Kirche (mit anderem Namen und etwas anderem Festgeheimnis Mariä Tempelgang, Mariä Opferung oder Darstellung Mariens im Tempel, lateinisch Praesentatio Beatae Mariae Virginis), in den Ostkirchen Einzug in den Tempel unserer Herrin, der Gottgebärerin und ewigjungfräulichen Maria, ist ein Mariengedenktag. Festdatum ist der 21. November. In denjenigen Ostkirchen, die dem julianischen Kalender folgen, fällt dieser Tag auf den 4. Dezember des gregorianischen Kalenders.

## Festinhalt

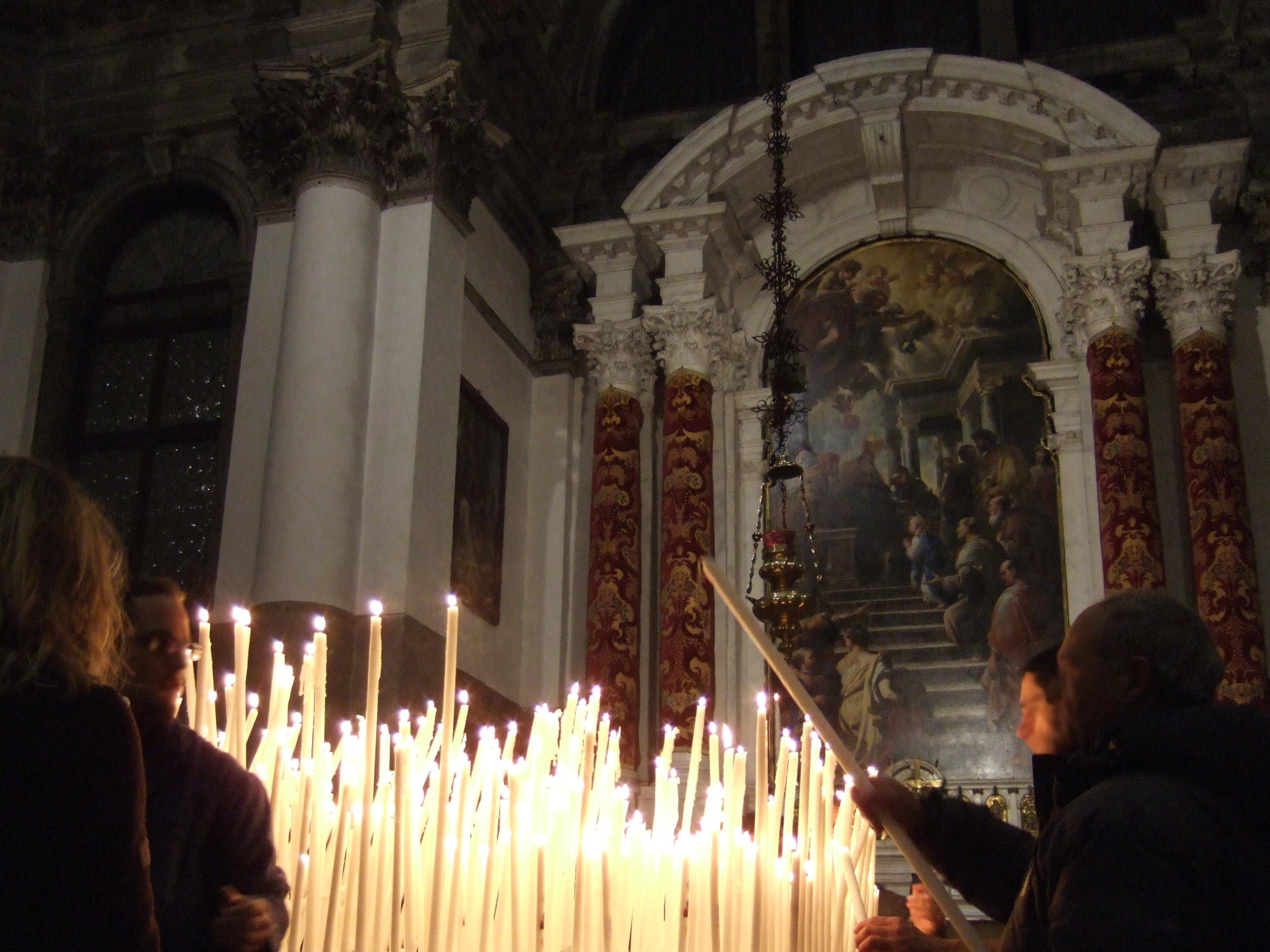
Kerzen vor dem Altarbild der Darstellung Mariens im Tempel in Santa Maria della Salute in Venedig, 21. November 2008

Ursprünglicher Festinhalt ist die im apokryphen Jakobusevangelium überlieferte Legende von der Darbringung der dreijährigen Maria im Jerusalemer Tempel als Jungfrau durch ihre Eltern Joachim und Anna:

„Dem Kinde aber mehrten sich seine Monate. Es wurde das Kind zweijährig. Und Joachim sagte: ‚Wir wollen es zum Tempel des Herrn hinaufbringen, um das Versprechen einzulösen, das wir abgegeben haben. Sonst schickt der Gebieter Gott zu uns, um es zu holen, und unsere Gabe wird als eine in diesem Fall erzwungene nicht genehm sein.‘ Und Anna sagte: ‚Wir wollen das dritte Jahr zuwarten, damit das Kind nicht bei früherer Trennung nach Vater und Mutter Verlangen trägt.‘ Und Joachim sagte: ‚Dann wollen wir warten.‘ Und das Kind wurde dreijährig. Da sagte Joachim: ‚Rufet die Töchter der Hebräer, die unbefleckten, als Begleiterinnen herbei! Sie sollen je eine Fackel nehmen, und die sollen zur Ablenkung für das Kind brennen, damit das Kind sich nicht nach hinten umdreht und sein Herz nicht verführt wird weg vom Tempel des Herrn.‘ Und sie hielten es so, bis sie zum Tempel des Herrn hinaufkamen. Und der Priester nahm Maria in Obhut, küsste und segnete sie und sprach: ‚Groß gemacht hat der Herr deinen Namen unter allen Geschlechtern. An dir wird am Ende der Tage der Herr sein Lösegeld den Kindern Israel offenbaren.‘ und er hieß sie sich auf der dritten Stufe des Altars niedersetzen, und der Herr Gott legte Anmut auf sie. Da begann sie auf ihren Füßen zu tanzen, und das ganze Haus Israel gewann sie lieb. Und ihre Eltern zogen wieder hinab, waren voller Staunen, und sie lobten Gott den Gebieter dafür, dass das Kind sich nicht ihnen zugewandt hatte um bei ihnen zu bleiben. Maria aber war im Tempel des Herrn, wie eine Taube mit ganz wenig Speise sich beköstigend, und empfing Nahrung aus der Hand eines Engels.“

## Geschichte
Im Osten wird dieses Fest seit dem 6. Jahrhundert begangen.
Die römisch-katholische Kirche übernahm das Fest, nachdem es lange abgelehnt worden war, im 14. Jahrhundert unter dem Namen Praesentatio Beatae Mariae Virginis, deutsch meist mit Mariä Opferung wiedergegeben. Es wurde 1371 von Papst Gregor XI. in Avignon und 1472 von Papst Sixtus IV. für die gesamte katholische Kirche festgeschrieben.
Die Liturgiereform bestimmte den 21. November als den Gedenktag Unserer Lieben Frau in Jerusalem. Schon in der Darstellung des Lukasevangeliums ist Maria Urbild und vollkommene Verkörperung der Tochter Zion, als Bild Jerusalems und des Volkes Israel in seinem Leiden, seiner Hoffnung und seinem Glauben. Indem sie Mutter des Gottessohnes wird, ist sie zugleich der neue Tempel oder Tabernakel und Mutter und Lebensquelle der Kirche. Das Zweite Vatikanische Konzil hat diese enge Verbindung zwischen Maria und dem Geheimnis der Kirche dadurch zum Ausdruck gebracht, dass es die Darlegungen über die Gottesmutter zum Abschluss der Konstitution über die Kirche Lumen gentium machte. Am 21. November 1964 verkündete Papst Paul VI. vor der Konzilsversammlung feierlich das marianische Attribut Mutter der Kirche.
Unsere Liebe Frau in Jerusalem ist die Patronin der Schwestern Unserer Lieben Frau von Sion und der Brüder Unserer Lieben Frau von Sion.